# Johann Baptist Andres
Johann Baptist Andres (* 11. August 1768 in Königshofen im Grabfeld; † 24. September 1823 in Landshut) war ein deutscher Historiker, römisch-katholischer Theologe, Philosoph und Kirchenrechtler.

## Leben
Andres besuchte ein Gymnasium in Münnerstadt. An der Universität Würzburg studierte er Philosophie; im Jahre 1786 erhielt Andres den Doktortitel der Philosophie. Dort trat er in das Katholische Priesterseminar ein. Seine Priesterweihe empfing Johann Andres am 22. September 1792. Das Lizenziat der Theologie erhielt er im Jahr 1793. In den Jahren 1795 bis 1799 studierte er Geschichte und Jurisprudenz, zuletzt an der Universität Göttingen.
1802 wurde er Privatdozent, im darauffolgenden Jahr Professor an der Universität Würzburg. 1804 wechselte er an Universität Salzburg, wo er am 14. April des Jahres 1804 den Doktortitel beider Rechte erwarb und bis zur Auflösung der Universität 1810 den Lehrstuhl für Natur- und Staatsrecht sowie der Staatengeschichte innehatte. Er war Dekan der juristischen Fakultät von 1805 bis 1806 und 1810 bis zur Schließung der juristischen Fakultät im April 1811. Andres blieb auch nach der Auflösung in Salzburg und unterrichtete am dortigen Lyzeum, dem institutionellen Nachfolger der Universität, Kirchenrecht und -geschichte; am 22. März 1812 wurde er zusätzlich Hofrat.
Am 11. Mai 1813 wurde Andres schließlich Professor des Kirchenrechts an der Universität Landshut; er war Nachfolger des am 12. März des Jahres verstorbenen Anton Michel.